# James Dean
 Ovo je glavno značenje pojma James Dean. Za pjesmu pogledajte James Dean (pjesma).
James Byron Dean (8. veljače 1931. – 30. rujna 1955.) bio je američki televizijski i filmski glumac. Zapamćen je kao kultna ikona i simbol razočaranja i društvene otuđenosti mladih. Njegov je najslavniji film Buntovnik bez razloga (1955.), u kojem je glumio kao Jim Stark. Uloge koje su ga zapečatile u položaj filmske zvijezde bile su Cal Trask u Istočno od raja (1955.) i Jett Rink u Divu (1956.)
Nakon što je poginuo u automobilskoj nesreći, postao je prvi glumac postumno nominiran za Oscara, i do danas je jedini glumac koji je postumno nominiran dvaput. 1999. ga Američki filmski institut stavlja na 18. mjesto na listi najboljih filmskih zvijezda u Zlatnom dobu Hollywooda.

## Životopis

### Filmska karijera
Glumiti počinje 1950. na televiziji, na filmu od 1953. godine. Nakon više manjih uloga zapaža ga Elia Kazan. Bio je polaznik Actors’ Studija i već nakon prve glavne uloge u filmu (Istočno od raja) postaje zvijezdom. Sličan lik zatvorena i dubinski gnjevna mladića, koji s naporom uspostavlja kontakt s okolinom te u ljubavi prema djevojci traži emocionalnu prisnost, tumači i u Buntovniku bez razloga, a prema naslovu toga filma nazvan je tip likova, glumaca, ali i životni stil adolescenata koji su ga oponašali. 
U filmu Div (George Stevens, 1956.) sa stanovitim uspjehom širi glumački raspon ulogom koja obuhvaća dulji odsječak života, uspješno dočaravši i scene gnjeva sredovječna razočaranog muškarca sklona alkoholu. 
Potkraj snimanja 1955. pogiba u automobilskoj nesreći, a rana smrt učvršćuje njegov status jedne od kultnih ikona filma i popularne kulture dvadesetog stoljeća. O njemu je snimljeno više dokumentarnih i igranih filmova i televizijskih serija.
Iako je snimio samo 3 filma, ostavio je neizbrisiv trag u filmskoj povijesti.

## Filmografija
- Istočno od raja, 1955.
- Buntovnik bez razloga, 1955.
- Div, 1956.

## Vanjske poveznice

### Sestrinski projekti
|  | Zajednički poslužitelj ima stranicu o temi James Dean    |
|  | Zajednički poslužitelj ima još gradiva o temi James Dean |

### Mrežna sjedišta
- Imdb, James Dean